# NGC 1399
NGC 1399 é uma galáxia {{{typ}}} localizada na direcção da constelação de Fornax. Possui uma declinação de -35° 26' 59" e uma ascensão recta de 3 horas, 38 minutos e 28,9 segundos.
A galáxia NGC 1399 foi descoberta em 22 de Outubro de 1835 por John Herschel.